# من حقي أحب (مسلسل)
من حقي أحب هو مسلسل تلفزيوني درامي كويتي، تم عرضه في 3 نوفمبر 2019. وهو من إخراج أحمد الفردان، وتنفيذ أسامة التركي، ومن تأليف عبد العزيز الحشاش.

## القصة
دراما رومانسية تدور حول مهندس وزوجته يعيشان حياة متوترة وغير مستقرة لدرجة دخولهما في خلافات كثيرة معا، وتضطرب حياتهما أكثر بعد تدخل أصدقاءهما فيها.

## طاقم العمل
- ريم ارحمة
- علي كاكولي
- شيماء سليمان
- مي البلوشي
- عبد الناصر الزاير
- سعودة
- أحمد النجار
- إيمان جمال
- عبد العزيز أحمد
- دلال عقيل
- علي بولند
- رندا حجاج
- حسن المطوع
- منى مكي
- تقى
- بدر البناي
- دعاء شاهين
- رهف التميمي
- بدور بنت عبدالله
- غادة الزدجالي
- عذاري
- شهد سلمان
- فوزية محمد